# Triphenylarsan
Triphenylarsan ist eine chemische Verbindung aus der Gruppe der arsenorganischen Verbindungen. Es gehört zur Gruppe der bekannten Triphenylverbindungen in der Stickstoffgruppe des Periodensystems mit den weiteren Vertretern Triphenylamin, Triphenylphosphan, Triphenylstiban und Triphenylbismutan. Bei schwereren Elementen in der Stickstoffgruppe sind mit dem Pentaphenylarsoran, dem Pentaphenylstiboran und dem Pentaphenylbismoran auch fünffach substituierte Vertreter bekannt.

## Gewinnung und Darstellung
Triphenylarsan kann durch Reaktion von Arsen(III)-chlorid mit Chlorbenzol und Natrium als Reduktionsmittel gewonnen werden.
{\displaystyle {\ce {AsCl_3 + 3 PhCl + 6 Na -> AsPh3 + 6 NaCl}}}
Es entsteht auch als Nebenprodukt bei der Herstellung von Diphenylarsinchlorid.

## Eigenschaften

### Physikalische Eigenschaften

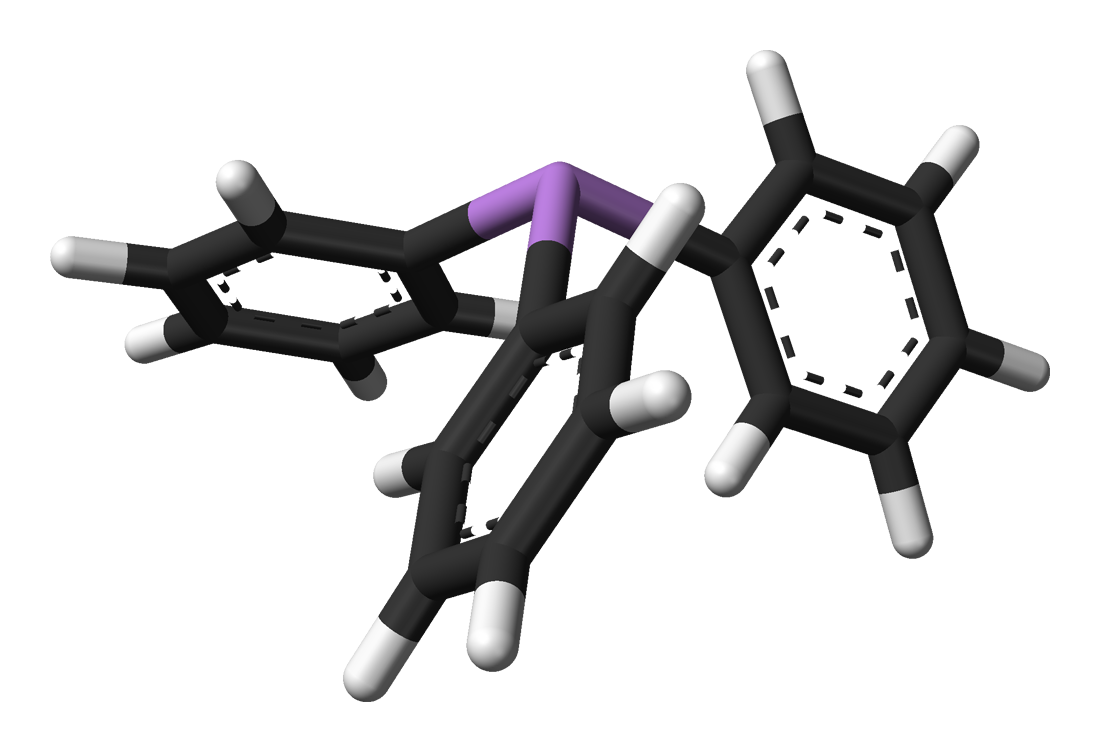
Geometrie von Triphenylarsan

Triphenylarsan ist ein farbloser Feststoff, welcher unlöslich in Wasser ist. Er zersetzt sich ab einer Temperatur von 360 °C. Die Verbindung besitzt eine pyramidale Kristallstruktur mit As–C-Abständen von 194,2 bis 195,6 pm und C–As–C-Winkeln von 99,6 bis 100,5°.

### Chemische Eigenschaften
Die Verbindung kann mit Iodbenzol zum quarternären Salz Tetraphenylarsoniumiodid umgesetzt werden. Eine anschließende Umsetzung mit Phenyllithium führt zum fünffach substituierten Pentaphenylarsoran.
{\displaystyle {\ce {(C6H5)3As + PhI -> [(C6H5)4As]+I-}}}
{\displaystyle {\ce {[(C6H5)4As]+I- + PhLi -> (C6H5)5As + LiI}}}

## Verwendung
Triphenylarsan wird als Ligand für die Herstellung von Metallkomplexen und als Zwischenprodukt bei der Herstellung von organischen Verbindungen wie zum Beispiel Tetraphenylarsoniumchlorid, einem beliebten Fällungsreagenz, verwendet. Es ist ein Bestandteil des chemischen Kampfstoffes Arsinöl.